# 珠文岳
珠文岳（しゅぶんだけ）は、北海道の枝幸郡浜頓別町にある標高760.9mの山である。山頂には一等三角点「珠文岳」が設置されている。

## 概要
北見山地の中でも北端部の山で、ポロヌプリ山が成す山体の北部に位置する。浜頓別町の最高峰である。
明治時代には山麓にて砂金が出ていたためゴールドラッシュが起きたが4年ほどで枯渇した。現在は北西側の宇曽丹にあるウソタンナイ砂金採掘公園にて砂金掘りができる。
山名の由来は不明であるが、一説ではアイヌ語の「supun-motot（ウグイ・背骨）」が由来であると考えられている。北海道実測切図には「オロウェンシュプンモトツ」と書かれており、北東側に1km程離れた747mピークは「オロピリカシュプンモトツ」と書かれていた。しかし明治時代の地形図では両名とも宇曽丹川の支流の名前として書かれている。

## 登山
登山道はなく、山体は藪に覆われる。